# Rueda de Jalón
Rueda de Jalón is een gemeente in de Spaanse provincie Zaragoza in de regio Aragón met een oppervlakte van 107 km². Rueda de Jalón telt 328 inwoners (1 januari 2016).